# Юсофи, Кимия
Кимия Юсофи (Камия Юсуфи; пушту کيميا يوسفي‎; род. 20 мая 1996, Кандагар) — афганская легкоатлетка. Специализируется на беге на короткие дистанции. Трёхкратная участница Олимпийских игр (2016, 2020, 2024). Первая женщина-знаменосец Афганистана на Олимпийских играх.

## Биография
Родилась в Кандагаре, но будучи ребёнком покинула страну и стала беженкой в Иране. Проживала в городе Мешхед.
Начала заниматься легкой атлетикой в 2013 году, когда училась в школе. Тем не менее она не могла участвовать в соревнованиях в Иране, поскольку у неё не было гражданства страны . Её ориентиром в спорте была иранская легкоатлетка Марьям Туси.
Чемпионка Афганистана 2014 года в беге на 100 метров. Позднее она получила травму сухожилия ноги от которой восстанавливалась три месяца.
Окончила Кабульский университет по специальности «инженерное дело».
Когда Юсофи было 17 лет ей предложили представлять Афганистан на международных соревнованиях. Тогда она начала серьёзно заниматься бегом и спустя три года тренировок ей доверили выступить на Южноазиатских играх 2016 года, где она была знаменосцем на церемонии открытия. На Олимпийских играх 2016 года в Рио-де-Жанейро году Юсофи, бежавшая в хиджабе, финишировала последней в своем забеге со временем 14,02 секунды. При этом она была единственной женщиной в составе олимпийской команды Афганистана.
В Токио на Олимпийских играх 2020 Кимия Юсофи стала первой женщиной, которая являлась знаменосцем в олимпийской истории Афганистана. Выступая в предварительном забеге на 100 метров, спортсменка побила национальный рекорд (13,29), но не смогла пройти в следующий раунд. После завершения игр Юсофи переехала в США, где жили её родственники.
Кимия Юсофи негативно оценила приход к власти в Афганистане Талибана в 2021 году и публично высказывала опасения за судьбу спортсменов, оставшихся в стране. Также она предположила, что в будущем не сможет представлять Афганистан на официальных соревнованиях.
В августе 2022 года Олимпийский комитет Австралии пригласил её вместе с семьей в Австралию для подготовки к Олимпийским играм 2024 года в Париже. Исполнительный директор ОКА Мэтт Кэрролл заявил, что история Юсофи является «вдохновением для женщин и девочек в Афганистане и во всем мире, которым отказано в основных правах, включая право свободно заниматься спортом». Её тренером стал австралиец Джон Куинн, который впоследствии поехал на игры в качестве главного тренера олимпийской сборной Афганистана по лёгкой атлетике.
В июле 2024 года 28-летняя Юсуфи была включена в состав сборной Афганистана из шести человек для участия в Олимпиаде. Представители Талибан заявили, что не признают ни одну женщину в составе олимпийской команды, поскольку в стране практикуются исключительно мужские виды спорта. На играх спортсменка не смогла пробиться в полуфинал, а после забега обратилась к афганским девушкам с призывом: «Не сдавайтесь, не позволяйте другим решать за вас», а также показала лист бумаги формата А4, где были написаны слова — «образование», «спорт», «наши права».

## Результаты
| Год  | Соревнование                | Город          | Дисциплина | Место  | Результат |
| ---- | --------------------------- | -------------- | ---------- | ------ | --------- |
| 2016 | Олимпийские игры            | Рио-де-Жанейро | 100 м      | 8 (кв) | 14.02     |
| 2017 | Азиатские игры в помещениях | Ашхабад        | 60 м       | 7 (кв) | 8,90      |
| 2018 | Азиатские игры              | Джакарта       | 100 м      | 8 (кв) | 13,33     |
| 2021 | Олимпийские игры            | Токио          | 100 м      | 7 (кв) | 13,29     |
| 2023 | Азиатские игры              | Ханчжоу        | 100 м      | 9 (кв) | 13,32     |
| 2023 | Азиатские игры              | Ханчжоу        | 200 м      | 7 (кв) | 27,53     |
| 2024 | Олимпийские игры            | Париж          | 100 м      | 8 (кв) | 13,42     |